# Spes non confundit
Spes non confundit ("La esperanza no defrauda") es la Bula con la que el Papa Francisco convocó el Jubileo ordinario de 2025 el 9 de mayo de 2024, día de la Ascensión de Jesús.Fue leída en la Plaza de San Pedro,ante la Puerta Santa por el Decano del Colegio de Protonotarios Apostólicos,Leonardo Sapienza, Regente de la Prefectura de la Casa Pontificia,en presencia del papa y muchos Cardenales y Obispos,para extenderla a toda la Iglesia 
La bula constata de 25 párrafos enumerados,en los primeros se cita Romanos 5,5 “La esperanza no defrauda”, como base espiritual del Jubileo.Así mismo se afirma que la esperanza es necesaria en un mundo herido por guerras, injusticias y desesperanza.
En los segundos se describe un panorama global de sufrimiento, pobreza, migraciones forzadas, violencia y crisis ecológica.Así mismo en los párrafos intermedios se habla de los signos jubilares como peregrinación, confesión, caridad, justicia social, y cuidado de la creación.También se nombra al año de la oración como una preparación para el jubileo y se anima a volver a los sacramentos,especialmente a la Eucaristía  (Tiene un contexto sacado a través de la bula Misericordiae Vultus)
En los párrafos finales se declararon oficiales las fechas de apertura y clausura de las puertas santas de las iglesias de todo el mundo y se concluye con un llamado a ser Peregrinos de La Esperanza y se pide a las iglesias del mundo una Misa el día 29 de diciembre para abrir solenmemente el Jubileo
Finalmente,las puertas santas se abrieron en la  Basílica de San Pedro el 24 de diciembre de 2024,el 29 de diciembre en la Basílica de San Juan de Letran.El 1 de enero de 2025 en la Basílica de Santa María la Mayor y por último el 5 de enero en la Basílica de San Pablo Extramuros
Todas estas puertas permanecerán abiertas hasta el 28 de diciembre de 2025, excepto la de San Pedro, que se cerrará el 6 de enero de 2026, solemnidad de la Epifanía